# Ana Laíns
Ana Margarida Laíns da Silva Augusto, mais conhecida como Ana Laíns, (nascida em Tomar, a 16 de Agosto de 1979) é uma cantora portuguesa de fado e de Música Tradicional Portuguesa, a sua outra paixão, que gosta da definição de "cantora colorida".

## Carreira
Tendo nascido em Tomar, Ana Laíns tem uma forte ligação a Constância, onde pela primeira vez canta em público com apenas 6 anos. Só aos 15 anos é que canta o seu primeiro fado, "a pedido do pai, Manuel Augusto, militar de carreira" e "por insistência do fadista João Chora".
Após ter vencido a Grande Noite do Fado de Lisboa em 1999, decide levar a sério a sua carreira musical e as suas actuações levam-na por vários países europeus como Alemanha, França, Bélgica ou Luxemburgo, atravessando até o Atlântico para cantar nos Estados Unidos da América.
No ano seguinte, em 2000, começam a surgir os seus primeiros registos em estúdio, através da participações em compilações.
Em 2001 ela participa do 37º Festival RTP da Canção, com o tema "Há Sempre Alguém que Nos Quer".[carece de fontes?]
Depois de assinado o seu primeiro contrato discográfico em 2003, Ana começa a gravar, no final de 2005, o seu disco de estreia contando com Diogo Clemente na direcção musical e na produção.
Em Abril de 2006 chega ao mercado o seu primeiro álbum Sentidos. Nesta edição da Difference, Ana Laíns interpreta poemas de autores como Florbela Espanca, Lídia Oliveira ou António Ramos Rosa, sendo também possível encontrar assinaturas como Jorge Fernando.
A digressão de promoção de Sentidos passa também por Espanha, Bélgica, Holanda, Rússia ou Grécia.
No Verão de 2009 surge o convite de Boy George para gravar o tema "Amazing Grace", que viria a ser incluído no seu novo trabalho Ordinary Alien, editado nos inícios de 2011.
Em 2010, no ano em que Ana Laíns assinala 10 anos de carreira, lança o seu álbum Quatro Caminhos, a 1 de Março, que conta novamente com a chancela Difference e com a cumplicidade de Diogo Clemente na produção e na direcção musical.
Este segundo trabalho regista, em "Não Sou Nascida do Fado", a estreia da fadista como responsável por uma das letras, ao lado de poemas de Natália Correia, o uruguaio Rubén Darío ou o brasileiro Carlos Drummond de Andrade. Na autoria da parte musical encontramos nomes como Amélia Muge, José Manuel David ou Filipe Raposo.
Ainda em 2010, Ana Laíns participa em dois temas do álbum Catavento de Beto Betuk, um trabalho que conta ainda com participações de artistas como Dulce Pontes ou Ivan Lins.

## Discografia

### Álbuns de Estúdio
- 2006 - Sentidos (Difference)[7]
- 2010 - Quatro Caminhos (Difference)[11]
- 2017 - Portucalis (Sevenmuses)

### Participações

#### Convidada
- 2011 - Ordinary Alien de Boy George (Decode Records) no single "Amazing Grace"[10][13]
- 2010 - Catavento de Beto Betuk (JBJ & Viceversa) nos temas "Sob o Céu de Lisboa" e "Quase Haikai"[12]
- 2014 - Tardio de Ricardo Fino (Brandit) no tema "Outro Fado"

#### Compilações
- 2004 - Amália Revisited (Difference) Tema: "Povo Que Lavas no Rio" com JC Loops[14]
- 2004 - Divas do Fado Novo (Difference) Tema: "Fado Meu, Gaivota (acapela)"[15]
- 2006 - Novo Fado (Difference) Tema: "Pouco Tempo"[16]
- 2007 - Mediterraneo (Difference) Tema: "Pêra Madura"[17]
- 2008 - Vila Faia (2008)  Banda Sonora Tema: "Pouco Tempo"
- 2008 - Fado Presente : A Nova Geração do Fado (Farol) Tema: "Pouco Tempo"[18]
- 2008 - Fado : Sempre! Ontem, Hoje e Amanhã = Always! Yesterday, Today and Tomorrow (iPlay) Tema: "O Fado que Me Traga"[19]
- 2009 - Divas do Fado (iPlay) Temas: "Não Sou Nascida do Fado (Fado Meia-noite)" e "Esta Saudade Não Quer Partir"[20]